# Безрічна
Безрі́чна (рос. Безречная) — селище у складі Олов'яннинського району Забайкальського краю, Росія. Адміністративний центр та єдиний населений пункт Безрічнинського сільського поселення.

## Населення
Населення — 679 осіб (2010; 1487 у 2002).
Національний склад (станом на 2002 рік):
- росіяни — 94 %